# The Dispossessed
The Dispossessed: An Ambiguous Utopia (en: Os Despossuídos no  Brasil ou Os Despojados em Portugal) é um romance utópico de ficção científica de Ursula K. Le Guin escrito em 1974, vencedor do Prêmio Nebula do mesmo ano, além do Prêmio Hugo e do Prêmio Locus em 1975. Ambientado no mesmo universo que A Mão Esquerda da Escuridão (1969), o livro se passa em dois planetas-gêmeos, Uras e Anarres, com sistemas políticos opostos e prestes a entrar em conflito, numa alusão à Guerra Fria, e lida com temas fundamentais a sua época, como embate entre o capitalismo, o comunismo russo e o anarquismo, além dos conceitos de individual e coletivo.

## Enredo
A trama passa em dois planetas-gêmeos: Urras e Anarres. O primeiro é um mundo dividido em vários Estados e dominado pelos dois maiores, que são rivais. Numa alusão clara aos Estados Unidos e à União Soviética, um dos Estados possui uma economia forte e uma sociedade patriarcal, enquanto o outro se posiciona como proletário e deseja imprimir seu modelo político em todo o planeta. Além disso, há um terceiro país, que, embora subdesenvolvido, é de extrema importância e se torna alvo de uma disputa política entre as duas nações soberanas, que iniciam uma guerra disfarçada entre si, em uma alusão à Guerra Fria. Já o planeta Anarres vive uma situação bem diferente: sua política anarquista, que representa uma terceira via à crise planetária de Urra, cria uma ilusão de sociedade perfeita. Tal ilusão só é quebrada quando um jovem e brilhante físico, Shevek, descobre a “Teoria da Simultaneidade”, que pode acabar com o isolamento do planeta, assim como favorecer as guerras de seu vizinho.
Shevek é natural de Anarres e é convidado a visitar o planeta Urras, o que por si só consiste numa inovação para ambas as civilizações. Anarres é visto pelos urrastis como uma lua, lugar que sabem ser habitado, mas que nem por isso têm interesse em visitar. Enquanto Urras é uma sociedade capitalista, Anarres é um mundo muito mais livre, onde nem o dinheiro nem o altruísmo possuem valor. Para os anarrestis, Urras é um mundo onde todos tentam aproveitar-se uns dos outros para fins comerciais ou políticos. A jornada de Shevek é pela busca da reconciliação desses dois mundos, mas ele logo percebe o ódio e desconfiança que isolam o seu povo  do resto do universo, em especial, do planeta gémeo. Lá, o sistema capitalista atrai Shevek, decidido a encontrar mais liberdade e tolerância, mas a sua inocência começa a desaparecer perante a realidade de estar a ser usado como peão num jogo político letal.

## Temas
Escrito no período de distensão da Guerra Fria e durante a Guerra do Vietnã, o livro incorpora a rivalidade entre nações, a ameaça de aniquilação mútua e a corrida espacial. Na ficção, muitas peças do enxadrismo geopolítico estão presentes: impasse capitalismo versus comunismo, sem esquecer do Terceiro Mundo em disputa. Contudo, oferece  Não há pronomes possessivos em Anarres, um mundo sem propriedade privada. Já no planeta Urrás, onde alguns abastados desfrutam de fartura às custas da pobreza de outros, a língua é calcada na noção de estratificação, inexistente em sua contraparte. O protagonista é um viajante, um estrangeiro solitário e o tema do exílio reflete a crise de refugiados e os conflitos culturais que o grande volume de imigrantes acarreta no mundo contemporâneo. A dissonância provocada pelo exílio do personagem também aborda a descoberta do “outro” que se delimita a posição do “eu” na sociedade.
O livro é conhecido também por retratar diversos temas feministas como igualdade de gênero, direitos das mulheres, construção social de papéis de gênero, maternidade e crítica do patriarcado. 